# Hana Michlová
Hana Michlová (* 26. září 1947) byla česká a československá politička Komunistické strany Československa a poslankyně Sněmovny národů Federálního shromáždění za normalizace.

## Biografie
K roku 1981 se profesně uvádí jako zootechnička. Ve volbách roku 1981 zasedla za KSČ poslankyně do české části Sněmovny národů (volební obvod č. 35 - Litoměřice-Česká Lípa, Severočeský kraj). Mandát obhájila ve volbách roku 1986 (obvod Litoměřice-Česká Lípa). Ve Federálním shromáždění setrvala do konce funkčního období, tedy do voleb roku 1990. Netýkal se jí proces kooptací do Federálního shromáždění po sametové revoluci. Po revoluci se tato aktivní členka komunistické strany stala členkou Sokola. Pracuje (2019) jako náčelnice Sokola Roudnice nad Labem.